# Епишевы
Епишевы — древний русский дворянский род.
Род внесён в VI и I части родословной книги Тверской и Владимирской губерний Российской империи.

## История рода
Предок их, Григорий Епишев, пожалован поместьями (1520). Одиннадцать представителей рода владели поместьями в Тверском уезде (1539), Тимофей Иванович в Московском уезде (1573). Лучанин Епишев погиб при взятии Казани (1552), имя его занесено в синодик московского Успенского собора на вечное поминовение. Иван и Лукьян Постниковичи владели дворами в Дедилове (1588).
Потомство Михаила Алексеевича, жалованного (1610), вотчиной за московское осадное сидение и многие службы внесено в родословную книгу Тверской губернии. Семён Иванович послан на реку Охота и управлял Охотским острогом (1650).
Василий и Василий (двое) Матвеевичи и Александр Яковлевич владели населёнными имениями (1699).